# ГЕС Мвадінгуша
ГЕС Мвадінгуша — гідроелектростанція на південному сході Демократичної Республіки Конго, у сотні кілометрів на північ від центру гірничорудної промисловості Лубумбаші. Розташована вище від ГЕС Коні, становить верхній ступінь каскаду на Луфірі (права притока однієї з найбільших річок світу Конго).
Спорудження станції відбувалось в період бельгійського колоніального панування, а сама вона носила назву Francqui. В межах проекту річку перекрили бетонною гравітаційною греблею висотою 9 метрів та довжиною 550 метрів, яка утворила водосховище з об'ємом 35 млн м3 (корисний об'єм становив 20 млн м3). Згодом висоту греблі підняли на 4 метри, що дало вельми суттєве збільшення сховища — до 1,4 млрд м3 (при площі поверхні до 450 км2).
Від водосховища по лівобережжю проклали бетонований канал довжиною 0,7 км, який переходить у водоводи до машинного залу довжиною по 0,3 км та діаметром від 2,2 до 2,5 метра.
В 1927 році станцію обладнали трьома турбінами типу Френсіс потужністю по 11 МВт. У 1939-му додали дві турбіни по 12,5 МВт, а в середині 1950-х ще одну таку ж. При напорі у 114 метрів вони повинні забезпечувати виробництво 368 млн кВт-год електроенергії на рік.
Відпрацьована турбінами вода одразу повертається у річку перед початком водосховища ГЕС Коні.
Видача продукції відбувається по ЛЕП, розрахованій на роботу під напругою 120 кВ.
Станом на початок 2010-х років обладнання станції, встановлене багато десятків років тому, перебувало у вельми поганому технічному стані. За його відновлення взялась гірничорудна компанія Ivanhoe Mines, котра потребувала електроенергії для розвитку свого виробництва. Станом на початок 2018 року вдалося реабілітувати три гідроагрегати та довести фактичну потужність станції до 32 МВт.